# Deliver Us the Moon
Deliver Us the Moon es un videojuego de aventura-puzzle desarrollado por el estudio holandés de desarrollo de juegos KeokeN Interactive. Fue autopublicado por primera vez como Deliver Us The Moon: Fortuna para Microsoft Windows el 28 de septiembre de 2018. Posteriormente, el juego vio un lanzamiento ampliado el 10 de octubre de 2019, y Wired Productions actuó como editor para las versiones de PlayStation 4 y Xbox One el 24 de abril de 2020. El juego fue lanzado para Google Stadia el 1 de junio de 2022. El juego también fue lanzado para PlayStation 5 y Xbox Series X/S el 23 de junio de 2022. Deliver Us The Moon se comercializó como un thriller de ciencia ficción ambientado en un futuro cercano apocalíptico; el juego sigue a un astronauta solitario que es enviado a la luna en una misión para evitar el destino de la humanidad hacia la extinción después de que los recursos naturales de la Tierra se hayan agotado. La versión original y la reeditada para Windows lanzadas en septiembre de 2018 y octubre de 2019, respectivamente, y la versión para PlayStation 5 fueron recibidas con críticas mixtas, mientras que las versiones para PlayStation 4 y Xbox One recibieron críticas más positivas por parte de las publicaciones de videojuegos.

## Jugabilidad
Deliver Us The Moon es un juego de aventuras y puzles que se experimenta en varios puntos de la narrativa desde una perspectiva en primera o tercera persona, lo que viene determinado por el tipo de acción que debe completarse. Por ejemplo, la cámara cambia a una perspectiva en primera persona cuando el jugador controla un robot flotante atado a un rompecabezas. El jugador asume el papel de un astronauta que es lanzado a la luna a bordo de un transbordador espacial para investigar una serie de instalaciones aparentemente abandonadas, en las que se extrae un importante recurso que desempeña un papel vital para resolver una crisis energética en la Tierra.
El juego no contiene secuencias de combate, aunque es posible que el personaje del jugador muera al fallar una secuencia de juego, lo que obliga a reintentarla.

## Desarrollo
Deliver Us The Moon fue desarrollado por los desarrolladores de videojuegos holandeses Koen Deetman y Paul Deetman a través de su empresa KeokeN Interactive. Los hermanos Deetman se inspiraron en la pasión de su abuelo por la astronomía, así como en las películas de ciencia ficción 2001: Una odisea del espacio e Interstellar, de Christopher Nolan, por su "rara mezcla de realismo humano y ciencia ficción de alto concepto". Deliver Us The Moon recibió financiación a través de una campaña de Kickstarter, y se presentó con éxito a Steam Greenlight, donde fue fácilmente votado. Una versión de demostración del juego se puso a disposición en marzo de 2016 durante el evento ID@Xbox Showcase en la GDC 2016, y estaba previsto que se lanzara por episodios para PC y Xbox One a partir de agosto de 2016.
El juego fue lanzado inicialmente para PC como Deliver Us The Moon: Fortuna el 28 de septiembre de 2018. En julio de 2019, Fortuna fue retirado de la venta por los desarrolladores, que citaron su insatisfacción con el estado del juego cuando se lanzó en septiembre de 2018. Una versión ampliada del juego, con la adición de una secuencia final reelaborada y el subtítulo de Fortuna eliminado, se lanzó para PC tres meses más tarde, el 10 de octubre de 2019, y todas las copias compradas de Fortuna recibieron una actualización gratuita. El juego recibió una actualización el 19 de diciembre de 2019 que proporciona soporte de DirectX Raytracing para tarjetas gráficas de PC con NVIDIA DLSS y efectos de trazado de rayos en tiempo real.
Deliver Us The Moon salió a la venta para PlayStation 4 y Xbox One el 24 de abril de 2020, con Wired Productions como editor. Estaba previsto el lanzamiento de un port para Nintendo Switch, pero posteriormente se canceló en junio de 2020. Los ports para PlayStation 5 y Xbox Series X/S estaban previstos para el 19 de mayo de 2022, pero posteriormente se retrasaron al 23 de junio de 2022.
El 30 de marzo de 2022, el blog de la comunidad de Stadia anunció que Deliver Us the Moon se lanzaría para Stadia el mes siguiente.[13] Wired Productions siguió con una actualización en Twitter el 1 de abril de 2022 que confirmaba que el port de Stadia se había retrasado.

## Recepción
Las versiones Fortuna y ampliada de Deliver Us The Moon para Windows y PlayStation 5 recibieron críticas "mixtas o medias" según el agregador de críticas Metacritic; las versiones de PlayStation 4 y Xbox One recibieron críticas "generalmente favorables".
Deliver Us The Moon recibió dos nominaciones a los premios de la 18.ª edición de los Game Audio Network Guild Awards, celebrada el 6 de mayo de 2020, y ganó el premio al "Mejor diseño de sonido para un juego indie".